# Sânpaul
Sânpaul es una comuna Rumania, en el distrito de Cluj. Su población en el censo de 2002 era de 2.560 habitantes.
- Datos: Q12725178
- Multimedia: Sânpaul, Cluj / Q12725178

1. ↑  Worldpostalcodes.org,código postal n.º 407530.